# جايسون بول
جايسون بول (بالإنجليزية: Jason Pohl)‏ هو مصمم أمريكي، ولد في 1 يوليو 1981 في ميندوتا في الولايات المتحدة.